# Gaelic Storm (album)
Gaelic Storm er debutalbummet fra det keltiske band Gaelic Storm. Det blev udgivet den 28. juli 1998.

## Spor
1. "The Hills of Connemara"
2. "Bonnie Ship the Diamond / Tamlinn"
3. "The Farmer's Frolic"
4. "Johnny Jump Up / Morrison's Jig"
5. "The Storm"
6. "Tell Me Ma"
7. "Rocky Road to Dublin / Kid On The Mountain"
8. "Sight Of Land"
9. "The Leaving of Liverpool"
10. "Sammy's Fancy"
11. "McCloud's Reel / Whup Jamboree"
12. "The Road To Liskeard"